# Peugeot 405
La Peugeot 405 est une automobile familiale conçue par le constructeur français Peugeot et lancée en juin 1987. Elle a été commercialisée en France de 1987 à 1996. La fabrication, assurée par Peugeot jusqu'à cette date, s'est poursuivie ensuite dans plusieurs pays, en particulier l'Iran qui continue de commercialiser des modèles dérivés. En 2021, sa production totale atteint les 5 115 726 exemplaires. Sa production est arrêtée en 2024 en Iran. Elle a été élue Voiture européenne de l'année en 1988.

## Développement
En octobre 1982, lorsque commence le projet D60, le groupe PSA fait face à des perspectives encore incertaines. Les rachats de Citroën en 1974 puis des actifs européens de Chrysler en 1978 ont grevé les finances. La rationalisation des nombreux modèles hérités de ces acquisitions, qui se livrent souvent une concurrence aussi inutile que coûteuse, n'en est qu'à ses débuts. Les ventes sont globalement sur le déclin bien que le lancement réussi de la Citroën BX laisse augurer des jours meilleurs. La Peugeot 205, dont le succès phénoménal redressera pour de bon l'entreprise, est encore au stade des études.
Jean-Paul Parayre, le directeur général du groupe, a cependant tracé le cap : la future gamme Peugeot comprendra toujours quatre modèles. La 309, projet intéressant hérité de Chrysler, se positionnera au-dessus de la 205 et en dessous de la 305 vieillissante. La 505, lancée en 1979, continuera sa carrière en parallèle avec une 604 moribonde puis dérivera légèrement vers le haut à l'arrêt de celle-ci pour laisser un créneau à la D60. À plus long terme, un nouveau haut de gamme reprendra la place laissée vide par la 604 lorsque la situation financière permettra un tel investissement : ce sera le projet Z6, future 605. C'est donc assez logiquement que la D60 s'appellera « 405 » en remplacement de la 305 mais ne pouvant plus faire référence à la série 300, désormais incarnée par la 309, plus compacte.
Face au vieillissement de toute sa gamme de plate-forme et de moteurs, PSA a déjà lancé des investissements lourds dans ces domaines sous le signe de la standardisation. La D60 partagera ainsi la plate-forme de la BX et utilisera, comme tous les futurs modèles du groupe, le tout nouveau moteur XU quatre cylindres en ligne qui vient de sortir sur la 305. Ce moteur très moderne pour l'époque, conçu à l'origine pour des cylindrées de 1,4 à 1,9 litre, est le premier au monde dans sa catégorie à offrir des versions essence et Diesel à partir du même bloc, sur la même chaîne de production. La D60 n'aura donc besoin que d'une seule étude d'implantation moteur dans les caisses pour couvrir toute la gamme, un facteur d'économie non négligeable. En essence, des 1,4, 1,6 et 1,9 litre sont prévus, avec en point d'orgue le premier moteur multisoupape français de série, un 1,9 litre à 16 soupapes. La D60 étant destinée à l'exportation partout où Peugeot est présent, certaines versions seront pourvues d'un pot catalytique pour les marchés où il est déjà obligatoire (Amérique du Nord, RFA, Suède, Suisse). En Diesel, un 1,9 litre atmosphérique et un 1,8 litre turbo satisferont l'intérêt croissant du grand public pour le gazole.
La D60 sera une traction à moteur implanté transversalement, selon la formule de plus en plus courante dans ce segment de marché. Le succès commercial de la transmission intégrale chez Audi conduit PSA à prévoir aussi des versions à quatre roues motrices qui ne seront pas commercialisées immédiatement. Conformément à la tradition Peugeot dans ce segment, la berline sera exclusivement à quatre portes et coffre classique. La banquette arrière ne sera même pas rabattable, seule une trappe à skis permettant le transport d'objets longs. Un break est prévu pour remplacer le break 305, mais ni coupé, ni cabriolet ne figureront jamais au plan de gamme.
La suspension reste classique : pas question (pour le moment) d'ôter à Citroën l'exclusivité de l'hydropneumatique, fondement de l'identité de la marque. Le style extérieur est confié au designer italien Pininfarina, dans le droit fil de trente ans de collaboration qui remontent à la 403. Les freins sont à disques sur les quatre roues sur les versions les plus puissantes, les autres se contentant de tambours arrière. C'est l'époque de l'arrivée sur le marché de l'antiblocage et la 405 en proposera un : non pas l'ABS Bosch mais un système concurrent, dit « ABR », développé par Bendix.

## Historique

### Lancement
Après un développement sans histoire, favorisé par les succès commerciaux de la BX et surtout de la 205 qui renflouent PSA et laissent aux ingénieurs le temps de peaufiner leur produit, la 405 est présentée au public en juin 1987 et les ventes en France débutent en juillet. Seule la berline essence figure au catalogue mais la gamme est déjà étendue :
- 1 580 cm3, carburateur double corps, 92 ch, boîte manuelle 5 rapports, finition GR (intermédiaire) ou SR (confort),
- 1 905 cm3, carburateur double corps, 110 ch, boîte manuelle 5 rapports, finition GR ou SR,
- 1 905 cm3, injection électronique Bosch L-Jetronic, 125 ch, boîte manuelle 5 rapports, finition GRI (intermédiaire) ou SRI (confort), ABR en option sur SRI,
- 1 905 cm3 16 soupapes, injection électronique Bosch Motronic 1.3, 160 ch, boîte manuelle 5 rapports, finition spécifique Mi 16 à tendance sportive, ABR en option.

Le segment est particulièrement concurrentiel entre la très réussie Renault 21 sortie l'année précédente, la nouvelle Audi 80 dont la ligne avant-gardiste démode instantanément presque toutes ses concurrentes, la BX encore vaillante, la toujours solide Ford Sierra, et une Volkswagen Passat en fin de carrière mais estimée. Cependant, les qualités de la 405 sont telles que les ventes décollent immédiatement. L'esthétique fluide et harmonieuse fait l'unanimité. La fiabilité et la sobriété des moteurs XU démontrées sur les 205, 309 et BX sont autant de gages de confiance pour la clientèle. L'habitabilité, la visibilité, le confort, et le volume du coffre sont excellents. Les qualités routières sont de premier ordre, le compromis confort-sportivité des 1,9 GRI/SRI frisant même la perfection. La Mi 16, résolument typée sportive, enchante la presse par sa tenue de route exceptionnelle et le caractère rageur de son moteur. Avec un tel éventail de cylindrées et de puissances, une très large part de la clientèle trouve dans la gamme le modèle qui lui convient.
Quelques défauts nuancent toutefois le tableau. Le bruit du moteur, surtout aux vitesses autoroutières, est anormalement présent. Les ouvrants, s'ils s'avèrent robustes à l'usage, ne donnent pas la même impression de solidité que la concurrence allemande. La qualité de l'aménagement intérieur (choix des tissus, qualité des plastiques, assemblage et impression de robustesse des accessoires) laisse à désirer. Le niveau d'équipement déçoit : André Costa, la grande plume de L'Auto-Journal, en vient à fulminer que « l'ère du pick-up 404 souverain est révolue et un rétroviseur extérieur droit n'est plus un luxe. » Le caractère sportif et joueur de la voiture s'accompagne d'une tendance au survirage que la presse étrangère ne manque pas d'épingler, entre autres en Allemagne. Vu ce bilan, la carrière commerciale de la 405 est écrite d'avance. Malgré des ventes honorables, la voiture ne percera pas vraiment face à la concurrence allemande en Europe du Nord où la clientèle est exigeante sur la finition. En revanche, elle connaîtra un grand succès dans les pays latins et ceux où une fiscalité punitive pénalise les « grosses » cylindrées. Un essai d'endurance sur 75 000 km de la Mi 16 par L'Auto-Journal confirmera de graves lacunes en qualité de fabrication et de service après-vente.

### Évolution de la phase 1
En octobre 1987, une version 1 360 cm3, carburateur simple corps, 65 ch, boîte manuelle quatre rapports (cinq en option) voit le jour dans une nouvelle finition économique GL.
En décembre, la 405 se voit décerner le très convoité titre de Voiture de l'année 1988 par la presse automobile européenne.
La 405 est progressivement lancée dans les autres pays d'Europe de l'Ouest pendant l'hiver 1987-88. À cette occasion apparaissent les versions catalysées dont les finitions reprennent celles de la gamme française :
- 1 580 cm3, injection monopoint, 72 ch, finition GL ou GR,
- 1 905 cm3, injection électronique Bosch L-Jetronic, 105 ch, finition GRI ou SRI,
- 1 905 cm3 16 soupapes, injection électronique Bosch Motronic M1.3, 148 ch, finition Mi 16.

Les puissances sont nettement inférieures à celles des versions non dépolluées car celles-ci sont dotées d'arbres à cames à croisements de soupapes important. Un tel choix augmente la puissance au prix d'émissions importantes d'hydrocarbures imbrûlés qui s'échappent telles quelles dans l'atmosphère moteur froid (tant que le catalyseur n'a pas atteint sa température de fonctionnement) et suffisent à échouer aux tests antipollution là où le catalyseur est obligatoire. Les arbres à cames "moins croisés" des versions moins puissantes des XU passent en revanche les tests et PSA se rabat sur elles par souci d'économie de production, même si ces moteurs ne sont pas optimisés.
En mars 1988 apparaissent les versions Diesel, toutes à injection indirecte (pompe rotative mécanique) et préchambre de combustion, comme d'usage à l'époque :
- 1 905 cm3 atmosphérique, 71 ch, finitions GLD et GRD calquées sur les GL et GR,
- 1 769 cm3 turbo, 90 ch, finitions GRD turbo et SRD turbo.

Ces moteurs très réussis, qui ont déjà fait leurs preuves sur les 205, 309 et BX, contribuent au succès commercial de la 405. Avec le recul du temps, la SRD turbo se sera avérée le modèle le plus homogène de toute la gamme. Extrêmement robuste (les exemplaires à plus de 300 000 km ne sont pas rares à la fin des années 2010), agréable sur la route aujourd'hui encore, elle jouit d'un cours en occasion flatteur pour son âge.
Au même moment sont lancées les versions automatiques, de diffusion confidentielle en France mais nécessaires sur certains marchés européens et en Amérique du Nord : GR 1,6, GR et SR 1,9, et SRD turbo. Elles reprennent la boîte à quatre rapports d'origine ZF (type 4HP14) développée spécifiquement pour PSA et lancée en 1984 sur la 205. La version 1,6, aux performances insuffisantes, sera retirée du marché après un an seulement.
C'est aussi en mars 1988 que PSA doit rappeler en urgence cinq mille 405 équipées de l'antiblocage Bendix ABR en raison d'un vice de fabrication qui peut mettre hors service tout le circuit de freinage. Treize cas de perte totale des freins sont répertoriés, dont trois provoquent des accidents. Le système devra être entièrement redessiné pour éliminer le défaut.
En juillet 1988, le break arrive sur le marché. Il est proposé en 1,6 GR, 1,9 GR et SR, 1,9 SRI, GLD, GRD, GRD turbo et SRD turbo. En parallèle, la boîte automatique devient disponible sur la SRI et le moteur 1,4 voit sa puissance passer de 65 à 71 ch.
En septembre 1988, c'est le lancement en Amérique du Nord. L'enjeu sur ce marché est important pour Peugeot qui n'y vend plus alors qu'une 505 mise à mal par l'arrivée en force des Japonais dans son segment. La gamme nord-américaine comprend trois modèles :
- DL, 1 905 cm3 catalysé à injection électronique 105 ch, boîte manuelle cinq rapports ou automatique 4 rapports, finition à peu près équivalente à une SRI française climatisée[13],
- S, 1 905 cm3 catalysé à injection électronique 105 ch, boîte manuelle cinq rapports ou automatique 4 rapports, finition à peu près équivalente à une SRI française « toutes options »,
- Mi 16, 1 905 cm3 16 soupapes catalysé à injection électronique, 148 ch, finition à peu près équivalente à une Mi 16 française « toutes options ».

La presse automobile américaine, emballée par la sportivité de la Mi 16, ferme les yeux sur les défauts de la 405. La clientèle, habituée à une concurrence allemande et japonaise irréprochable sur le plan de la qualité, en décide autrement. Les ventes ne décolleront jamais et Peugeot se retirera en conséquence du marché nord-américain fin 1991.
En octobre 1988 apparaissent en Europe les breaks Affaire, versions deux places sans banquette arrière à usage commercial, en 1,6 essence et 1,9 Diesel atmosphérique.
Fin 1988, la 405 continue sa progression hors Europe. Après la commercialisation en Thaïlande en novembre, PSA signe en décembre avec Iran Khodro un accord de coopération industrielle portant sur la production en Iran de cinq-cents mille 405 sur dix ans. L'accord ira au-delà des espérances : la 405 « iranienne » sera en fait produite jusqu'en 2024. Elle sert de base à de nombreux véhicules Iran Khodro : berlines trois volumes IKCO Samand et IKCO Dena, ainsi que pick-up IKCO Arisun. Les dernières années la production de la 405 s'est effectuée sans l'aval de Peugeot à la suite des sanctions occidentales contre l'Iran interdisant au constructeur d'opérer, ce qui a donné lieu à la fabrication du modèle sur place sans l'accord de la marque.
1989 voit l'arrivée sur le marché (uniquement en Europe) des 405 à quatre roues motrices en réponse (tardive) à une tendance de marché lancée par les Allemands au milieu des années 1980. Ce sont d'abord les GR X4 et SR X4 1,9 litre en février, puis la Mi 16 X4 en juillet. Ces modèles sont dotés d'une suspension hydropneumatique à l'arrière, unique cas d'utilisation de cette technologie hors de la marque Citroën dans toute l'histoire du groupe PSA. Dans le même temps, une nouvelle boîte de vitesses type BE3 (avec marche arrière en face de la cinquième) remplace l'ancienne BE1 (avec marche arrière à gauche de la première) dans toute la gamme. La finition GRI, très peu vendue, est remplacée par une présentation SI plus sportive.
Le rythme des changements se ralentit ensuite car la gamme est maintenant complète et la 405 se vend toujours bien malgré l'arrivée sur le marché de la nouvelle Volkswagen Passat, de l'Opel Vectra, et de la Renault 21 phase 2. En juillet 1990 (année modèle 1991), la planche de bord est très légèrement restylée, l'isolation améliorée, les vibrations atténuées, et le 1,9 Diesel atmosphérique n'est plus disponible qu'en berline SRD. L'année suivante, la SI disparaît et une finition de luxe ST apparaît sur les berlines 1,9 injection (STI) et 1,8 turbo Diesel (STDT). En 1991-92, les ventes de la 405 s'essoufflent et Peugeot les stimule par le lancement de séries spéciales : Style, America's Cup, et GLX/GRX. Début 1992, Peugeot commence la fabrication de la 405 en Argentine et passe un accord avec FS Lublin pour la fabrication en Pologne.

### Phase 2
La 405 phase 2 profondément modifiée apparaît en juillet 1992 pour l'année modèle 1993. La structure est rendue plus rigide par une série de renforts et l'adoption d'un pare-brise collé, ce qui permet d'abaisser le seuil de chargement du coffre au-dessous des feux arrière. L'insonorisation est nettement améliorée et élimine un défaut notoire de la voiture. Une nouvelle face avant et de nouveaux feux arrière remettent l'esthétique dans l'air du temps. L'aménagement intérieur est revu de fond en comble avec une nouvelle planche de bord et des matériaux enfin au niveau. Tout cela entraîne une augmentation du poids d'environ 100 kg par rapport à la phase 1.
La généralisation du catalyseur, qui devient obligatoire en janvier 1993, entraîne une révision de la gamme de moteurs essence :
- le 1 360 cm3 reçoit une injection monopoint, un nouvel arbre à cames, et passe de 65 à 75 ch,
- le 1 580 cm3 catalysé à injection monopoint reprend l'arbre à cames de la version 90 ch non catalysée et passe de 72 à 89 ch,
- un tout nouveau 1 762 cm3 à injection multipoint de 104 ch remplace le 1 905 cm3 à carburateur,
- le 1 998 cm3 8 soupapes à injection multipoint de 122 ch, déjà vu sur les 605 et XM, remplace le 1 905 cm3 huit soupapes à injection,
- un tout nouveau 1 998 cm3 16 soupapes, à injection multipoints et admission à caractéristiques acoustiques variables (ACAV) de 152 ch remplace le 1 905 cm3 16 soupapes.

En Diesel, le 1 905 cm3 turbo à injection indirecte remplace le 1 769 cm3 turbo, sans augmentation de puissance (90 ch) mais avec un gain de couple à tous les régimes. La gamme Diesel n'évoluera plus et la 405 ne connaîtra jamais les moteurs HDi à injection directe.
Les quatre roues motrices ne sont plus disponibles qu'en 2 litres huit soupapes (SRI X4). La boîte automatique reste disponible en 1,8 (GR) et 2 litres huit soupapes (SRI, STI).
Les réglages de suspension sont eux aussi revus pour éliminer le caractère survireur de la voiture et lui confèrent un caractère "embourgeoisé" qui correspond bien à l'évolution du marché. Le restylage donne l'impulsion espérée et les ventes remontent, permettant à Peugeot d'attendre avec une certaine sérénité la sortie de la 406 prévue pour 1995. Cependant, la Mi 16 perd une grande partie de son aura de sportive et ses ventes s'effondrent. Aujourd'hui encore, la phase 2 est boudée des puristes là où la phase 1 devient appréciée en collection.

#### Lancement de la 405 T16
Peugeot réagit en 1992 avec la présentation de la 405 T16. Il s'agit d'une série limitée produite en célébration des victoires de Peugeot en rallye-raid. Elle est dotée d'une transmission intégrale (53 % du couple à l'avant) et d'une version suralimentée à 1,1 bar du 1 998 cm3 16 soupapes développant 200 ch. Un système d'augmentation temporaire à 1,3 bar de la pression de suralimentation (overboost) offre 20 ch supplémentaires en accélération à pleine charge pendant 45 secondes maximum. Si l'ensemble est abouti techniquement, il arrive trop tard dans la carrière du modèle : seuls 1046 exemplaires seront produits entre 1993 et 1995, dont 10 achetés par les brigades rapides d'intervention de la Gendarmerie nationale pour l'interception sur autoroute,.

#### Fin de carrière européenne
L'année 1994 marque aussi le début de la production de la 405 en Égypte, en version 1,6 essence 90 ch à carburateur. En 1994, l'ABS Bosch remplace l'ABR Bendix, peu fiable, dans toute la gamme.
En juillet 1994, c'est la dernière évolution significative d'une 405 en fin de vie avec le remplacement des modèles GL, GR et SR par trois finitions :
- Sillage, disponible en 1,6 essence, 1, 9 Diesel, et berline 1,9 turbo Diesel,
- Style, disponible en 1,6 (berline) et 1,8 essence, 1,9 Diesel, et 1,9 turbo Diesel,
- Signature, disponible en 1,8 essence (berline), 2,0 8 soupapes essence, et 1,9 turbo Diesel.

Les versions 1,4 essence et SRI X4 disparaissent du catalogue. La boîte automatique reste disponible en 1,8 Style (berline) et 2,0 Signature.
La voiture termine tranquillement sa carrière sans autre modification. En juillet 1995, les STI, STDT, Mi 16 et T16 disparaissent de la gamme. En septembre suivant, le lancement de la 406 entraîne le retrait progressif des autres berlines dont la production cesse en France en avril 1996. Les breaks sont maintenus au catalogue jusqu'à la sortie de la 406 break. Leur production en France cesse en novembre 1996, ce qui marque la fin de la carrière commerciale de la 405 en Europe.

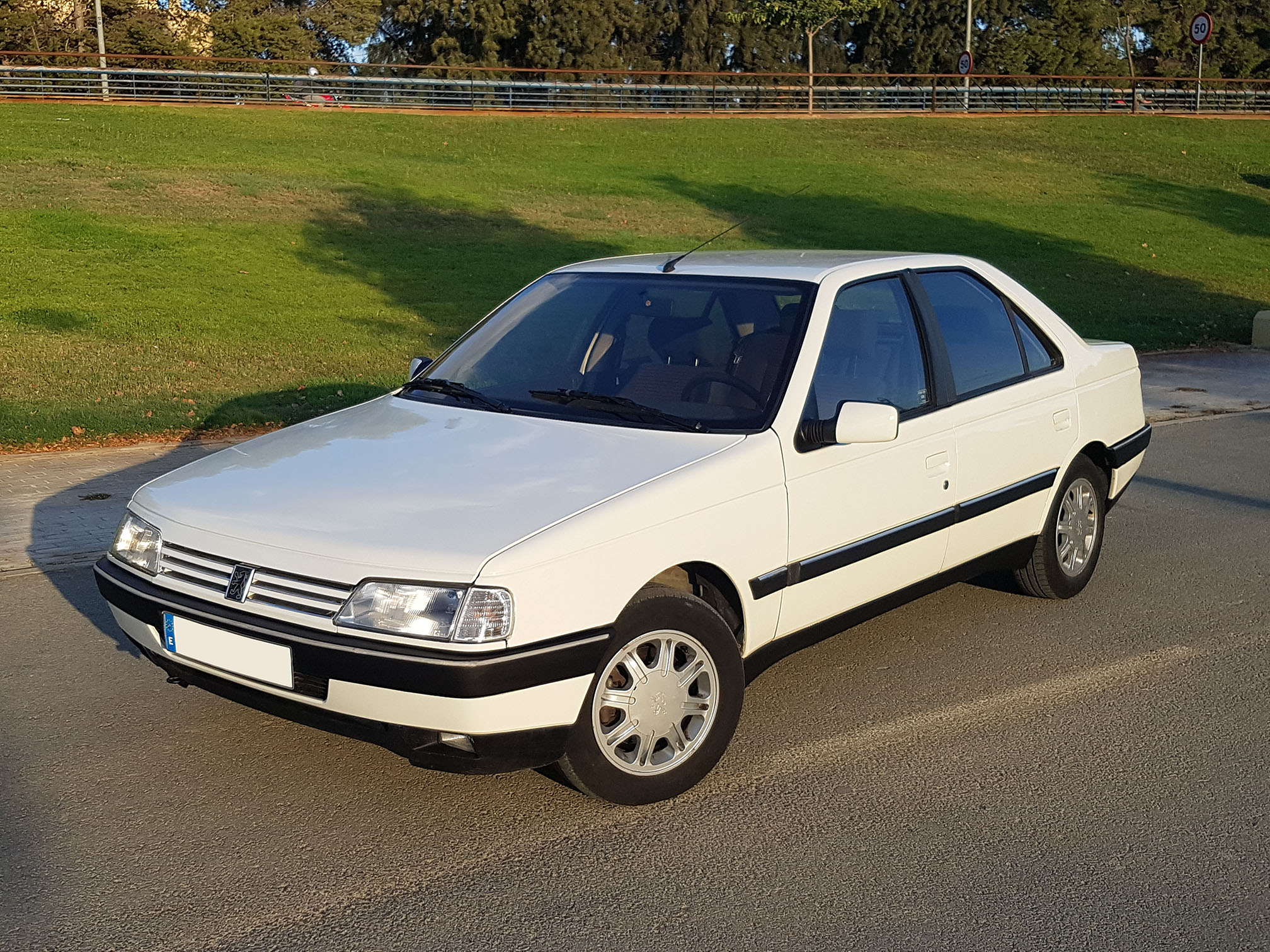
405 berline SRI
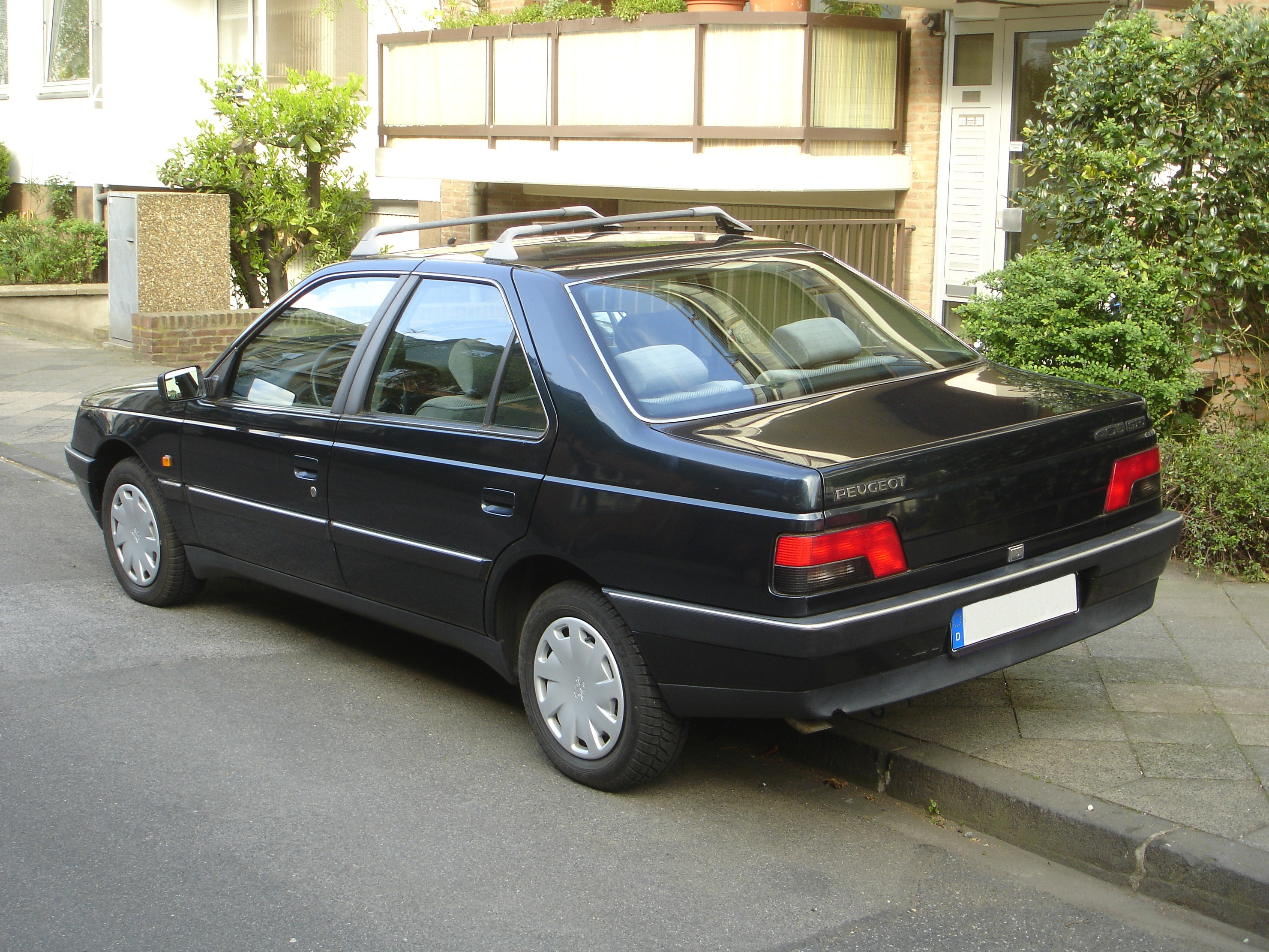
405 berline
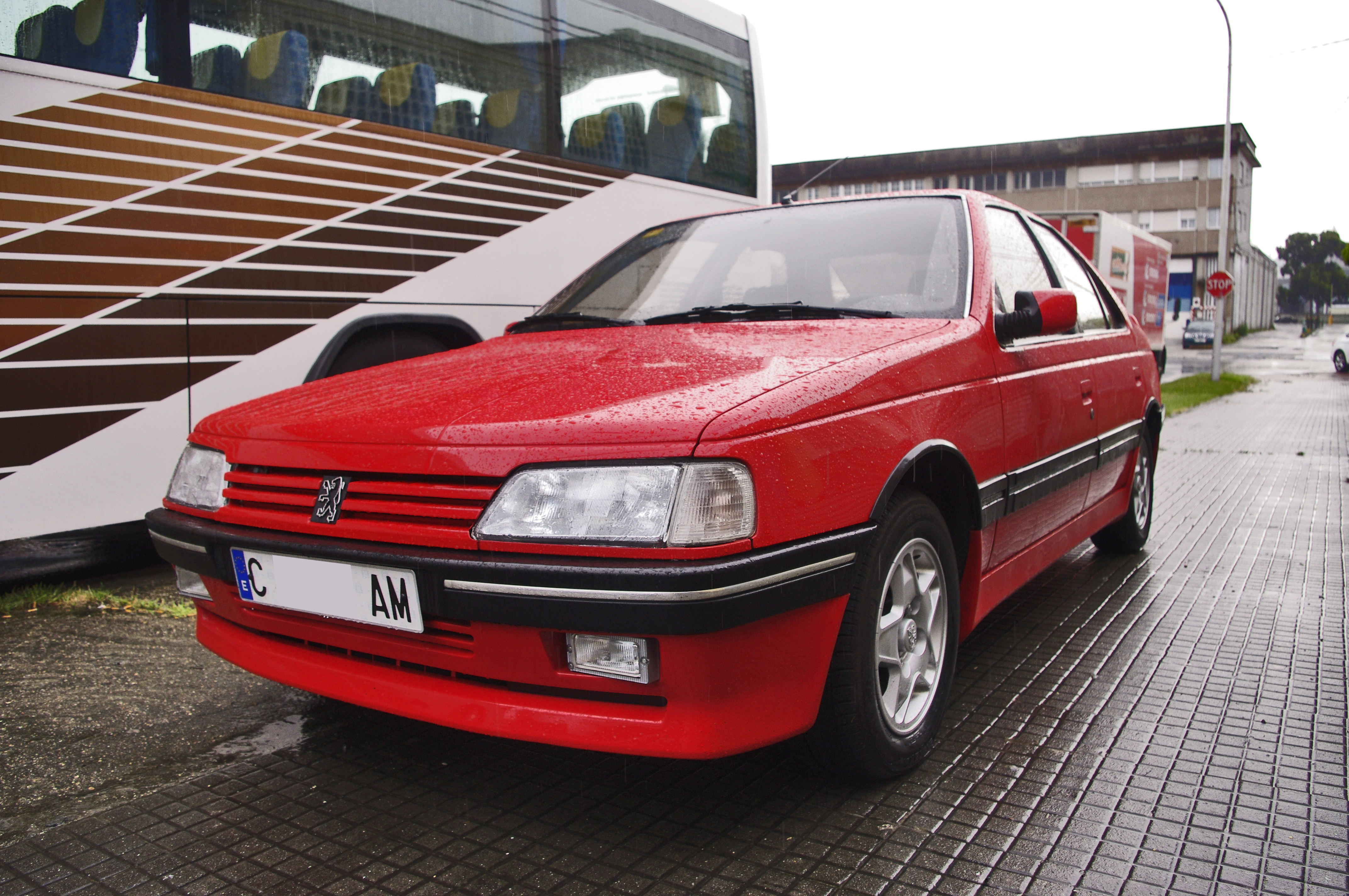
405 Mi16
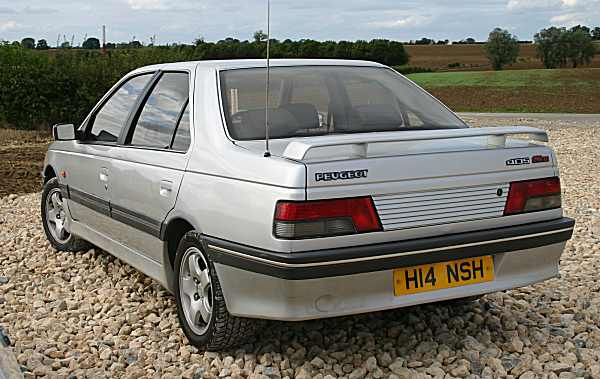
405 Mi16
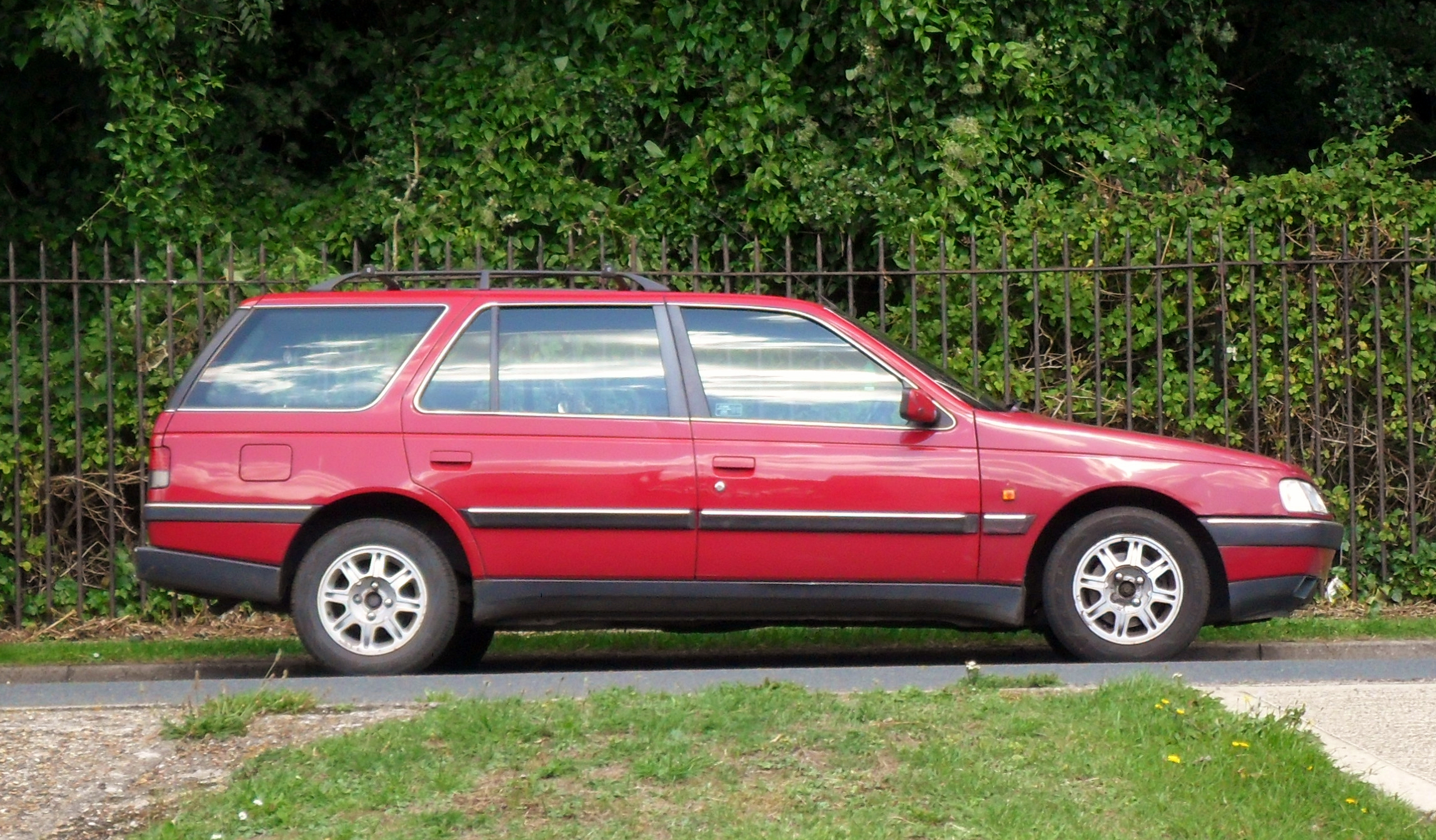
405 break

### Après la fin des ventes en Europe
L'histoire de la 405 est cependant loin d'être terminée. La production continue en Argentine, où les versions 1,8 essence et 1,9 Diesel perdurent jusqu'à l'arrêt des chaînes en 2001. Il s'en sera vendu 50 701 exemplaires sur ce marché. En revanche, la production en Pologne est un échec : la coopération avec FS Lublin cesse dès 1995 après seulement 3 802 exemplaires produits.
C'est en Iran que la 405 connaît une seconde carrière d'une longévité exceptionnelle. L'accord passé en 1990 avec Iran Khodro (IKCO) porte initialement sur le modèle 1 905 cm3 à carburateur commercialisé en Europe jusqu'en 1992. Celui-ci est produit jusqu'en 2002 et cède la place à une version restylée, sorte de 405 phase 3, renommée Peugeot Pars.
La Pars offre une gamme plus complète : un modèle de base doté du 1 762 cm3 huit soupapes des 405 phase 2 européennes (101 ch), une version plus luxueuse (dite ELX) munie du 1 762 cm3 16 soupapes de la 406 (112 ch), et une version plus sportive (16V) motorisée par le 1 580 cm3 16 soupapes de cette même 406 (110 ch). Les faces avant et arrière ainsi que l'habitacle reprennent de nombreux éléments de style de la 406. Au fil des années, l'équipement s'enrichit (par exemple par l'ajout de prises USB) pour garder le contact avec une concurrence de plus en plus moderne. La Pars est produite sans interruption jusqu'en 2020 malgré l'interruption de la coopération IKCO-PSA entre 2012 et 2016 sur fond de tensions géopolitiques. IKCO exporte aussi la Pars en Irak, au Turkménistan, et au Nigeria.
IKCO développera aussi un dérivé à moteur Hillman et roues arrière motrices appelé Peugeot ROA. Ce modèle est suffisamment différent de la 405 pour être considéré séparément.
En Égypte, la 405 est produite pendant deux périodes distinctes. Entre janvier 1994 et avril 1997, 4 500 véhicules y sont fabriqués sur la base d'un accord avec PSA. Depuis 2007, c'est IKCO qui y assure la production de la Pars en version 1 580 cm3 8 soupapes à carburateur (90 ch). La production est encore en cours en 2020.
Depuis 2014, IKCO produit aussi la Pars en Irak à partir d’éléments Semi-Knock Down (SKD) importés d’Iran, dans une usine construite en 2014 à Iskandariyah,,,. 1 344 unités de Peugeot 405 et 8 304 unités de Peugeot Pars ont été produites entre juillet 2014 et novembre 2015.
Depuis février 2019, la Pars est aussi assemblée en Azerbaïdjan sous le nom de Peugeot Khazar 406 à partir de pièces importées d’Iran, par une co-entreprise entre IKCO et Azeurocar, une filiale de l’entreprise azérie AzerMash, dans une usine créée en 2018 dans la zone industrielle de Neftçala,,.
C'est ainsi que l'on a appris en 2017, à la surprise du grand public, que la 405 était encore la troisième meilleure vente du groupe PSA cette année-là, avec un peu plus de 100 000 ventes. Depuis son lancement, la 405 aura été produite au total à plus de 5 millions d'exemplaires. Si elle n'atteint pas les sommets de la 206 et ses 8,4 millions d'unités, elle occupe une place d'honneur dans la grande tradition de la marque, aux côtés des 404 ou autres 504.

## La 405 en compétition
Une version coupé rallye-raid prototype nommée 405 Turbo 16 et dérivée de la berline a remporté deux fois le rallye Paris-Dakar en 1989 et 1990. Elle avait comme base la mécanique de la 205 Turbo 16.
Une version dérivée de la 405 T16, appelée « 405 Turbo 16 Pikes Peak », a remporté l'épreuve de côte américaine du Pikes Peak International Hill Climb lors de ses deux participations : en 1988 et 1989. Celle-ci est devenue très connue grâce au film Climb Dance qui retrace la montée d'Ari Vatanen au Pikes Peak de 1988. Elle était dotée du moteur XU9T de 1 905 cm3 à turbo-compresseur développant pas moins de 540 ch.
Juan María Traverso remporte son septième et dernier titre du championnat argentin Turismo Competición 2000 (es) en 1995, avec Peugeot Sport.
Une version Procar sur base de la 405 Mi16 est alignée dans différents championnat de Supertourisme (France, Belgique...) en 1994 et 1995. Laurent Aiello s'impose ainsi au championnat de France de Supertourisme en 1994. Elle laissera sa place à la 406 Procar.

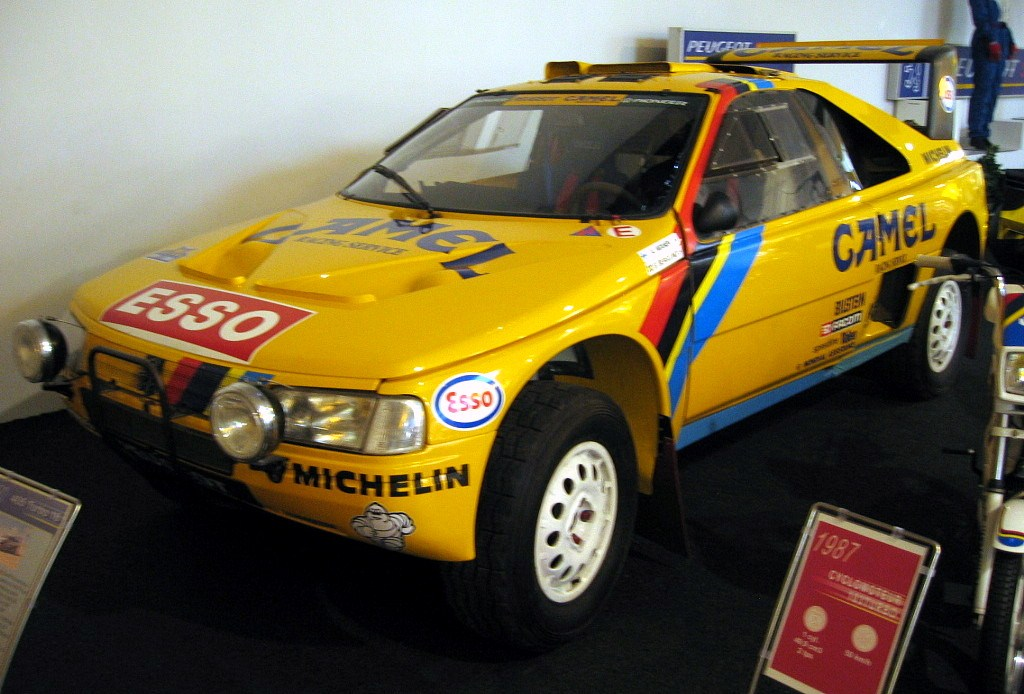
Peugeot 405 Turbo 16 au Musée de l'Aventure Peugeot.
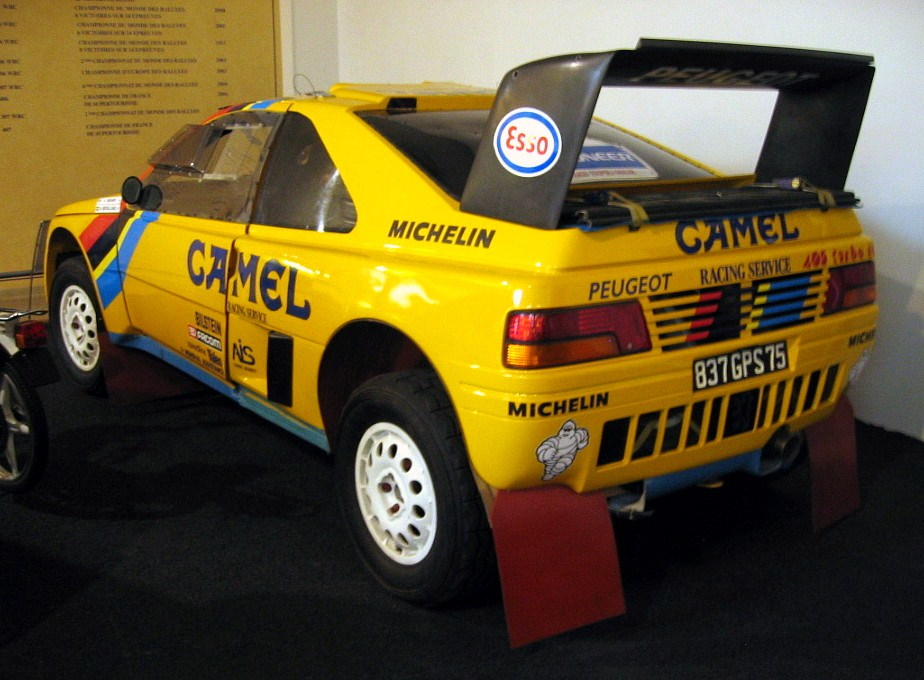
Vue arrière.
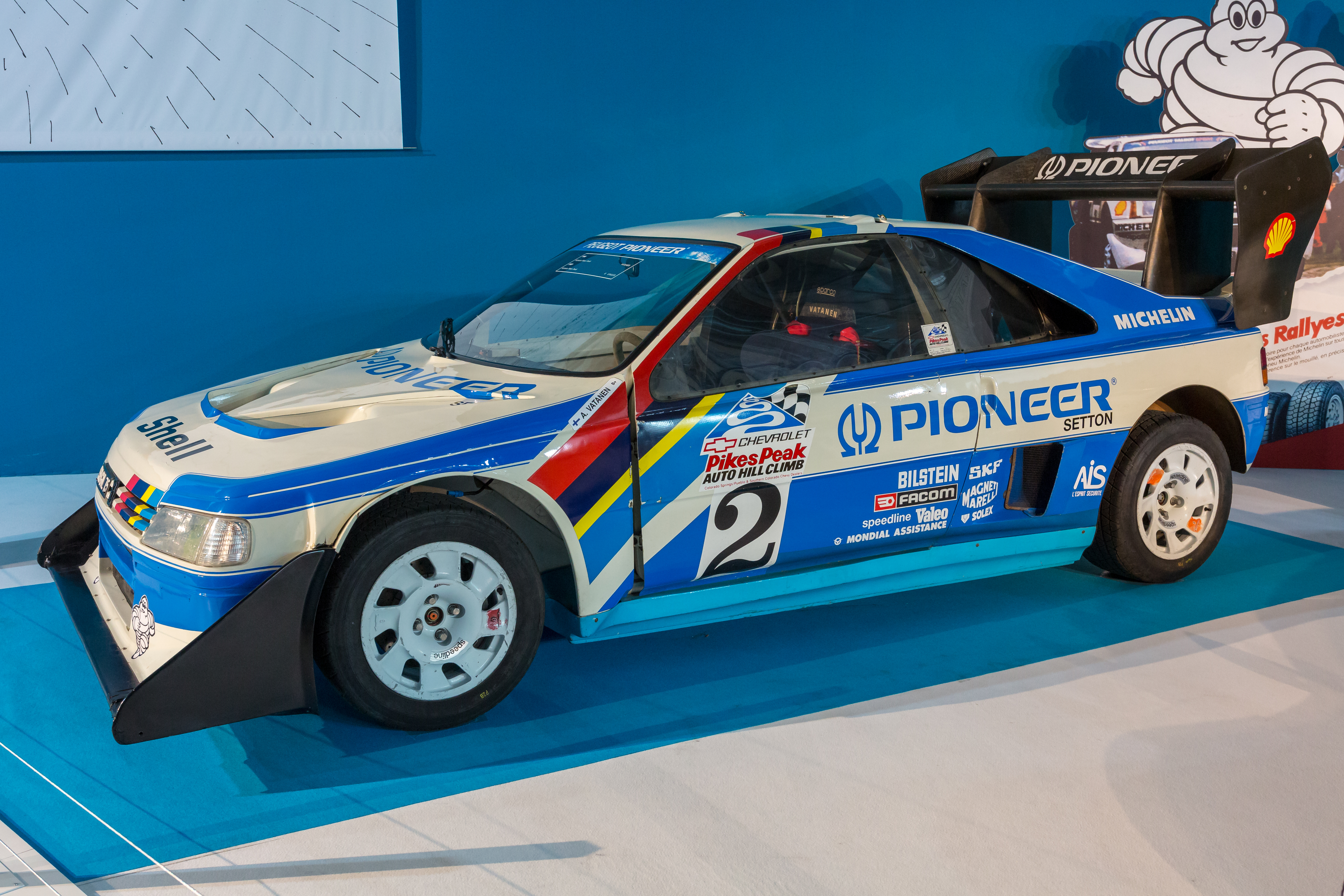
Peugeot 405 T16 Pikes Peak.